# Kleinarreshausen
Kleinarreshausen ist ein Ortsteil der Gemeinde Schweitenkirchen im oberbayerischen Landkreis Pfaffenhofen an der Ilm. Der Weiler liegt circa drei Kilometer nördlich von Schweitenkirchen und ist über die Kreisstraße PAF 23 zu erreichen.
Kleinarreshausen wurde am 1. Mai 1978 als Ortsteil der zuvor selbständigen Gemeinde Geisenhausen im Rahmen der Gemeindegebietsreform nach Schweitenkirchen eingegliedert.